# Regina Doherty
Regina Doherty, irl. Ríona Ní Dhochartaigh (ur. 26 stycznia 1971 w Dublinie) – irlandzka polityk i przedsiębiorca, deputowana krajowa i senator, od 2017 do 2020 minister, posłanka do Parlamentu Europejskiego X kadencji.

## Życiorys
Kształciła się w College of Marketing and Design w ramach Dublin Institute of Technology. Prowadziła własną działalność gospodarczą w branży IT. Zaangażowała się w działalność polityczną w ramach Fine Gael. W 2009 została wybrana do rady hrabstwa Meath.
W wyborach w 2011 po raz pierwszy uzyskała mandat posłanki do Dáil Éireann. Do niższej izby irlandzkiego parlamentu z powodzeniem ubiegała się o reelekcję w 2016. W maju 2016 Enda Kenny powierzył jej stanowisko ministra stanu w departamencie premiera (z funkcją government chief whip). W czerwcu 2017 nowy premier Leo Varadkar awansował ją do rangi ministra odpowiedzialnego za sprawy pracy i ochrony socjalnej. Zakończyła urzędowanie w czerwcu 2020, w tym samym miesiącu premier Micheál Martin mianował ją w skład Seanad Éireann.
W 2024 została wybrana w skład Parlamentu Europejskiego X kadencji.